# Grzegorz Pilarz
Grzegorz Pilarz (ur. 12 lutego 1980 w Bielsku-Białej) – polski siatkarz, reprezentant Polski, grający na pozycji rozgrywającego. Karierę sportową zakończył po sezonie 2015/2016 w klubie BBTS Bielsko-Biała.
Jego syn Piotr (ur. 2007 roku), również jest siatkarzem i gra na pozycji rozgrywającego.

## Reprezentacja
Grzegorz Pilarz został powołany przez trenera Raúla Lozano do reprezentacji Polski na Ligę Światową 2006 i Ligę Światową 2007.

## Sukcesy klubowe

### młodzieżowe
Mistrzostwa Polski Kadetów:
- 1997

Mistrzostwa Polski Juniorów:
- 1998, 1999

### seniorskie
Mistrzostwo Polski:
- 2004
- 2011, 2013
- 2012

Puchar CEV:
- 2011

Puchar Polski:
- 2013, 2014